# Kasteel Pichon
Het Kasteel Pichon (Frans: Château Pichon) is een kasteel in de Franse gemeente Parempuyre. Het kasteel is een beschermd historisch monument sinds 2000.